# Mosquée Tarchich
La mosquée Tarchich (arabe : مسجد ترشيش) est une ancienne mosquée tunisienne, qui n'existe plus de nos jours et qui était située à l'est de la médina de Tunis.

## Localisation

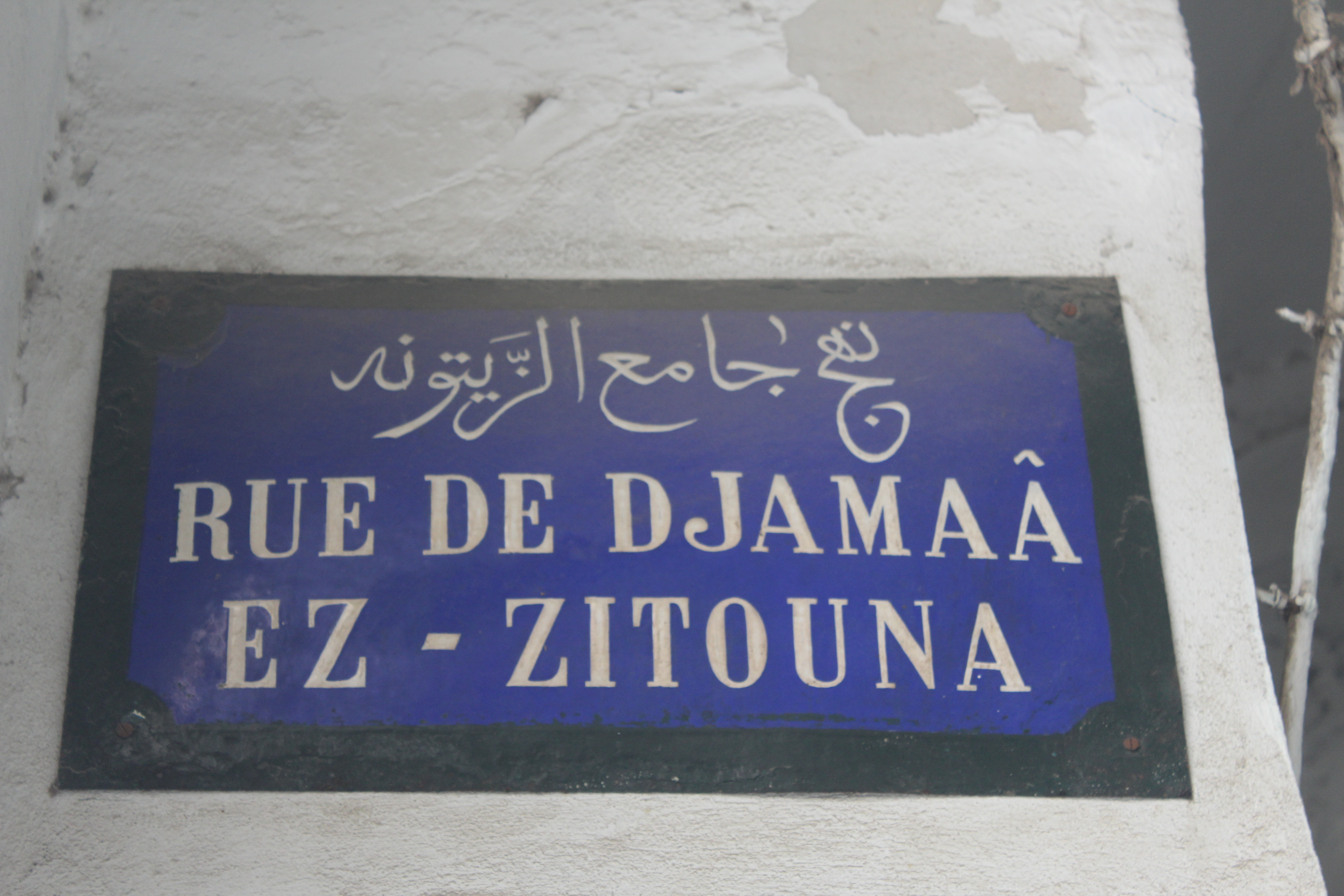
Plaque métallique indiquant la rue Jemaâ Ezzitouna ou Djamaâ Ez-Zitouna.

Elle se trouvait sur la rue Jemaâ Ezzitouna, dénommée rue de l'Église lors du protectorat français sur la Tunisie.

## Étymologie
Le mot Tarchich est une déformation du mot hébreu Tâarchich, l'un des noms de l'actuelle Tunisie dans le passé.